# Saison 1979-1980 du FC Nantes
Chronologie
Saison précédente Saison suivante
La saison 1979-1980 du FC Nantes est la 37e saison de l'histoire du club nantais. Le club est engagé dans trois compétitions : la Division 1 (17e participation), la Coupe de France (37e participation) et la Coupe des Vainqueurs de Coupe (2e participation).

## Résumé de la saison
Le FC Nantes remporte la coupe de France le samedi 16 juin 1979. Le trophée est ensuite exhibé au centre de formation des Canaris, où il est volé dans la nuit du 8 août 1979 par des membres lorrains de la CGT qui désirent médiatiser la condition des ouvriers sidérurgistes de leur département. La coupe est rendu aux Jaunes et Verts peu de temps après.

## Effectif

### Transferts
| Nom                    | Nationalité | Poste     | Transfert | Provenance/Destination   | Division |
| ---------------------- | ----------- | --------- | --------- | ------------------------ | -------- |
| Arrivées               |             |           |           |                          |          |
| Jean-Marc Desrousseaux | France      | Gardien   |           | FC Nantes rés.           |          |
| William Ayache         | France      | Défenseur |           | FC Nantes rés.           |          |
| Enzo Trossero          | Argentine   | Défenseur |           | CA Independiente         |          |
| José Touré             | France      | Attaquant |           |                          |          |
| Départs                |             |           |           |                          |          |
| Hugo Bargas            | Argentine   | Défenseur |           | FC Metz                  |          |
| Raynald Denoueix       | France      | Défenseur |           | Retraite sportive        |          |
| Bruno Steck            | France      | Défenseur |           | Angers SCO               |          |
| Omar Sahnoun           | France      | Milieu    |           | FC Girondins de Bordeaux |          |
| Guy Lacombe            | France      | Attaquant |           | RC Lens                  |          |

| Nom         | Nationalité | Poste     | Transfert                 | Provenance/Destination | Division |
| ----------- | ----------- | --------- | ------------------------- | ---------------------- | -------- |
| Arrivées    |             |           |                           |                        |          |
| Henri Aniol | France      | Attaquant | Retour de prêt (novembre) | Paris FC               |          |

## Compétitions

### Division 1
| Date              | Journée | Adversaire               | Lieu | Score | Buteurs du FC Nantes                                       | Class. | Affluence |
| ----------------- | ------- | ------------------------ | ---- | ----- | ---------------------------------------------------------- | ------ | --------- |
| 26 juillet 1979   | J01     | Stade lavallois          | Ext. | 2 - 0 | O. Muller 26e, V. Trossero 48e                             |        | 14.424    |
| 3 août 1979       | J02     | RC Lens                  | Ext. | 3 - 1 | V. Trossero 10e, O. Muller 15e, Amisse 53e                 |        | 27.261    |
| 10 août 1979      | J03     | AS Monaco FC             | Dom. | 0 - 0 | -                                                          |        | 22.000    |
| 17 août 1979      | J04     | RC Strasbourg            | Ext. | 2 - 2 | Bossis 2e, Amisse 20e                                      |        | 24.247    |
| 24 août 1979      | J05     | Stade brestois           | Dom. | 3 - 0 | E. Trossero 8e, V. Trossero 10e 84e                        |        | 21.867    |
| 28 août 1979      | J06     | FC Girondins de Bordeaux | Ext. | 3 - 1 | Amisse 53e, Pécout 54e, Rampillon 68e                      |        | 19.383    |
| 11 septembre 1979 | J07     | Paris Saint-Germain FC   | Dom. | 4 - 2 | Rio 8e, V. Trossero 24e 62e, Amisse 67e                    |        | 16.076    |
| 14 septembre 1979 | J08     | AS Saint-Étienne         | Ext. | 2 - 4 | E. Trossero 6e 80e                                         |        | 32.503    |
| 22 septembre 1979 | J09     | US Valenciennes-Anzin    | Dom. | 0 - 0 | -                                                          |        | 11.986    |
| 28 septembre 1979 | J10     | Nîmes Olympique          | Ext. | 1 - 2 | V. Trossero 59e                                            |        | 13.420    |
| 6 octobre 1979    | J11     | AS Nancy-Lorraine        | Dom. | 2 - 0 | Pécout 10e, Tusseau 33e                                    |        | 11.543    |
| 13 octobre 1979   | J12     | Lille OSC                | Ext. | 1 - 1 | Amisse 43e                                                 |        | 21.831    |
| 19 octobre 1979   | J13     | SEC Bastia               | Dom. | 1 - 0 | J. Touré 84e                                               |        | 12.578    |
| 30 octobre 1979   | J14     | FC Metz                  | Ext. | 0 - 0 | -                                                          |        | 16.360    |
| 2 novembre 1979   | J15     | OGC Nice                 | Dom. | 5 - 0 | Rampillon 23e, Amisse 24e, V. Trossero 32e, Pécout 53e 74e |        | 17.554    |
| 10 novembre 1979  | J16     | Olympique lyonnais       | Ext. | 2 - 1 | Rampillon 9e, Picot 67e                                    |        | 6.570     |
| 21 novembre 1979  | J17     | Angers SCO               | Dom. | 3 - 1 | V. Trossero 10e, Rampillon 23e, E. Trossero 55e            |        | 15.507    |
| 25 novembre 1979  | J18     | FC Sochaux-Montbéliard   | Ext. | 0 - 1 | -                                                          |        | 10.472    |
| 1er décembre 1979 | J19     | Olympique de Marseille   | Dom. | 4 - 1 | Michel 44e, Pécout 61e, J. Touré 66e, V. Trossero 77e      |        | 14.707    |
| 8 décembre 1979   | J20     | RC Lens                  | Dom. | 3 - 0 | Rampillon 5e, Rio 60e, Pécout 70e                          |        | 12.785    |
| 15 décembre 1979  | J21     | AS Monaco FC             | Ext. | 1 - 2 | Baronchelli 88e                                            |        | 10.321    |
| 19 janvier 1980   | J22     | RC Strasbourg            | Dom. | 2 - 1 | Rampillon 26e, Marx 40e (csc)                              |        | 12.605    |
| 26 janvier 1980   | J23     | Stade brestois           | Ext. | 1 - 0 | Rampillon 60e                                              |        | 9.714     |
| 2 février 1980    | J24     | FC Girondins de Bordeaux | Dom. | 4 - 1 | Pécout 14e 66e 67e, E. Trossero 50e                        |        | 13.522    |
| 17 février 1980   | J25     | Paris Saint-Germain FC   | Ext. | 0 - 1 | -                                                          |        | 42.236    |
| 23 février 1980   | J26     | AS Saint-Etienne         | Dom. | 2 - 0 | Michel 33e, Pécout 82e                                     |        | 24.690    |
| 29 février 1980   | J27     | US Valenciennes-Anzin    | Ext. | 0 - 1 | -                                                          |        | 10.759    |
| 12 mars 1980      | J28     | Nîmes Olympique          | Dom. | 4 - 1 | Pécout 10e 42e, Bossis 33e, Rio 65e                        |        | 8.710     |
| 22 mars 1980      | J29     | AS Nancy-Lorraine        | Ext. | 2 - 0 | J. Touré 17e, Baronchelli 32e                              |        | 9.018     |
| 29 mars 1980      | J30     | Lille OSC                | Dom. | 1 - 0 | E. Trossero 68e                                            |        | 17.660    |
| 2 avril 1980      | J31     | SEC Bastia               | Ext. | 0 - 1 | -                                                          |        | 4.610     |
| 18 avril 1980     | J33     | OGC Nice                 | Ext. | 2 - 1 | Rampillon 25e, Amisse 65e                                  |        | 10.789    |
| 26 avril 1980     | J34     | Olympique lyonnais       | Dom. | 3 - 0 | O. Muller 2e, Tusseau 26e, Bossis 50e                      |        | 13.639    |
| 29 avril 1980     | J32     | FC Metz                  | Dom. | 4 - 1 | Rio 33e, Pécout 37e, Rampillon 40e, O. Muller 63e          |        | 14.609    |
| 2 mai 1980        | J35     | Angers SCO               | Ext. | 1 - 0 | V. Trossero 82e                                            |        | 15.349    |
| 6 mai 1980        | J36     | FC Sochaux-Montbéliard   | Dom. | 3 - 2 | Baronchelli 6e 68e                                         |        | 24.294    |
| 17 mai 1980       | J37     | Olympique de Marseille   | Ext. | 1 - 0 | Amisse 45e                                                 |        | 12.524    |
| 27 mai 1980       | J38     | Stade lavallois          | Dom. | 4 - 1 | J. Touré 34e, V. Trossero 41e 86e, O. Muller 65e           |        | 22.715    |

### Coupe de France
| Date                     | Tour                     | Adversaire | Niveau | Lieu   | Score | Buteurs du FCN                            | Affluence |
| ------------------------ | ------------------------ | ---------- | ------ | ------ | ----- | ----------------------------------------- | --------- |
| Dimanche 10 février 1980 | 1/32e de finale - aller  | FC Tours   | D2     | Neutre | 4 - 1 | Pécout 32e, O. Muller 39e 65e, Amisse 63e | 20.824    |
| Samedi 8 mars 1980       | 1/16e de finale - aller  | Lille OSC  | D1     | Ext.   | 0 - 1 | -                                         | 11.268    |
| Samedi 15 mars 1980      | 1/16e de finale - retour | Lille OSC  | D1     | Dom.   | 1 - 2 | Michel 80e                                | 14.781    |

### Coupe des Coupes
| Date                     | Tour                     | TV | Adversaire      | Niveau                | Lieu | Score | Buteurs du FCN                                                    | Affluence |
| ------------------------ | ------------------------ | -- | --------------- | --------------------- | ---- | ----- | ----------------------------------------------------------------- | --------- |
| Jeudi 20 septembre 1979  | 1/16e de finale - aller  |    | Cliftonville FC | Irish League (D1)     | Ext. | 1 - 0 | Rampillon 25e                                                     | 3.500     |
| Mercredi 3 octobre 1979  | 1/16e de finale - retour |    | Cliftonville FC | Irish League (D1)     | Dom. | 7 - 0 | V. Trossero 3e 65e, Pécout 19e 52e 85e, Rampillon 30e, P. Rio 43e | 12.000    |
| Mercredi 24 octobre 1979 | 1/8e de finale - aller   |    | Steaua Bucarest | Divizia A (D1)        | Dom. | 3 - 2 | Pécout 60e 70e, J. Touré 82e                                      | 13.114    |
| Mercredi 7 novembre 1979 | 1/8e de finale - retour  |    | Steaua Bucarest | Divizia A (D1)        | Ext. | 2 - 1 | Pécout 60e, Amisse 83e                                            | 25.000    |
| Mercredi 5 mars 1980     | 1/4 de finale - aller    |    | Dynamo Moscou   | Vysshaja Liga (D1)    | Ext. | 2 - 0 | Tusseau 56e, Pécout 86e                                           | 15.000    |
| Mercredi 19 mars 1980    | 1/4 de finale - retour   |    | Dynamo Moscou   | Vysshaja Liga (D1)    | Dom. | 2 - 3 | Michel 41e, J. Touré 70e                                          | 20.000    |
| Mercredi 9 avril 1980    | 1/2 finale               |    | Valence CF      | Primera División (D1) | Dom. | 2 - 1 | Baronchelli 27e 79e                                               | 30.000    |
| Mercredi 23 avril 1980   | 1/2 finale               |    | Valence CF      | Primera División (D1) | Ext. | 0 - 4 | -                                                                 | 60.000    |

## Statistiques

### Statistiques collectives
| Compétition      | Débute au tour  | Termine         | Matches joués | Gagnés | Nuls | Perdus | Buts pour | Buts contre | Différence |
| ---------------- | --------------- | --------------- | ------------- | ------ | ---- | ------ | --------- | ----------- | ---------- |
| Division 1       | -               | Champion        | 38            | 26     | 5    | 7      | 76        | 30          | +46        |
| Coupe de France  | 1/32e de finale | 1/16e de finale | 3             | 1      | 0    | 2      | 5         | 4           | +1         |
| Coupe des Coupes | 1/16e de finale | 1/2 finale      | 8             | 6      | 0    | 2      | 19        | 11          | +8         |
| Total            | -               | -               | 49            | 33     | 5    | 11     | 100       | 45          | +55        |

## Affluences
L'affluence à domicile du FC Nantes atteint un total 
- de 309 047 spectateurs en 19 rencontres de Division 1, soit une moyenne de 16 266/match.
- de 14 781 spectateurs en 1 rencontre de Coupe de France.
- de 75 114 spectateurs en 4 rencontres de Coupe des Vainqueurs de Coupe, soit une moyenne de 18 779/match.
- de 398 942 spectateurs en 24 rencontres toutes compétitions confondues, soit une moyenne de 16 623/match.

Affluence du FC Nantes à domicile